# Novošachtinskij
Novošachtinskij (in russo Новошахтинский?) è un insediamento di tipo urbano dell'Estremo Oriente russo (Territorio del Litorale). Fa parte del distretto Michajlovskij.
Nel villaggio, a nord di Vladivostok, sulla linea Chabarovsk - Vladivostok, si trova la fermata «Ozërnaja Pad'» della Ferrovia Transiberiana.